# Переговоры России и США о достижении мира на Украине
Переговоры России и США о достижении мира на Украине начались 18 февраля 2025 года, когда российская и американская делегации встретились в Эр-Рияде — столице Саудовской Аравии. Переговоры затронули и вопрос о восстановлении дипломатических отношений и контактов двух стран.

## Предыстория
Во время президентства Джо Байдена американская сторона отказывалась проводить переговоры с Россией, пока идут боевые действия на Украине.
Дональд Трамп придерживался позиции о необходимости переговоров с Россией и считал, что если бы он был президентом в 2022 году, то конфликта между Россией и Украиной не случилось бы вовсе. Он обещал в случае своего возвращения на пост президента решить конфликт на Украине за 24 часа. С началом своего второго президентства Трамп приступил к попытке урегулировать конфликт, но вскоре осознал нереальность планов закончить кризис за 24 часа и стал стремиться его урегулировать к Пасхе или ко Дню Победы.

## Ход событий
12 февраля состоялся телефонный разговор президента США Дональда Трампа и президента России Владимира Путина, в процессе которого была получена договорённость о начале переговоров о прекращении боевых действий на Украине. Разговор продолжался около полутора часов.
Дональд Трамп выдвинул предположение, что возвращение Украиной потерянных территорий маловероятно и что прекращение боевых действий стоит в приоритете. Он попросил вернуть 500 миллиардов долларов, которые были «затрачены» на поддержку Украины администрацией Джо Байдена.
После переговоров с Путиным Трамп позвонил президенту Украины Владимиру Зеленскому и ввёл того в курс дела. Позднее Зеленский подтвердил, что говорил с Дональдом Трампом о мире. Ранее Владимир Зеленский заявлял, что никакие переговоры между РФ и США по украинскому вопросу без участия Украины невозможны, однако телефонный разговор между Путиным и Трампом был проведён без него.
Трамп и министр обороны США Пит Хегсет в контексте переговоров заявили о маловероятности вступления Украины в НАТО. Также Трамп и его администрация признали, что в обмен на прекращение боевых действий России может отойти как минимум часть территории, занятой Вооружёнными силами России. По мнению американской стороны, для прекращения огня Украине потребуются гарантии безопасности, и за основную часть этих гарантий будет ответственна Европа.
Трамп отметил, что была достигнута договорённость о дальнейших переговорах и что со стороны США в них будут участвовать госсекретарь США Марко Рубио, директор ЦРУ Джон Рэтклифф, советник по национальной безопасности Майкл Уолтц и специальный посланник на Ближнем Востоке Стив Уиткофф.
13 февраля Дональд Трамп заявил, что переговоры будут состоять из трёх этапов: встречи в Саудовской Аравии, визита Путина в США и визита Трампа в Россию.
Трамп указал на то, что у Владимира Зеленского истёк срок президентских полномочий и что на Украине «в какой-то момент» должны пройти выборы. Ранее Зеленский заявил, что вторжение России на Украину и введённое военное положение делают проведение президентских выборов в стране невозможным. Путин ранее неоднократно указывал на то, что он сомневается в легитимности Владимира Зеленского.
15 февраля по инициативе американской стороны состоялся первый телефонный разговор госсекретаря США Марко Рубио с министром иностранных дел России Сергеем Лавровым. После этого главы ведомств договорились поддерживать канал связи между Москвой и Вашингтоном.
17 февраля министр иностранных дел России Сергей Лавров и помощник президента Юрий Ушаков прибыли в Эр-Рияд на встречу с госсекретарём США Марко Рубио, советником президента по национальной безопасности Майком Уолцем и Стивом Уиткоффом. Украинская сторона не была приглашена на встречу. Переговоры состоялись 18 февраля и продлились 4,5 часа. Сергей Лавров сообщил, что по итогу переговоров Москва и Вашингтон договорились в ближайшее время назначить послов в обеих столицах. Заместители внешнеполитических ведомств США и России встретятся и обсудят «устранение искусственных барьеров» в работе посольств, созданных прошлой американской администрацией. По информации американской стороны, Россия и США договорились создать команды по урегулированию вопроса Украины.
19 февраля Трамп заявил, что рейтинг Зеленского «равен 4 %», и назвал украинского президента «диктатором без выборов».
27 февраля 2025 года в Стамбуле прошёл очередной этап переговоров между Россией и США, посвящённый работе дипломатических миссий обеих стран. По информации американской стороны, США были представлены заместителем помощника госсекретаря Соединённых Штатов Сонатой Коултер, Россия — директором Североатлантического департамента МИД Александром Дарчиевым.
12 марта 2025 года состоялся телефонный разговор директора СВР России Сергея Нарышкина с директором ЦРУ США Джоном Рэтклиффом. В ходе беседы стороны обсудили вопросы взаимодействия двух спецслужб в сферах, представляющих взаимный интерес. В ходе разговора страны достигли договорённости о поддержании постоянных контактов между ЦРУ и СВР в целях безопасности и улучшения отношений между Москвой и Вашингтоном.
13 марта 2025 года Владимир Путин провёл встречу со спецпосланником президента США Дональда Трампа Стивеном Уиткоффом, где российской стороне была предоставлена дополнительная информация. Комментируя прошедшую встречу, Уиткофф назвал её позитивной и заявил, что в переговорах России и США по Украине «сокращается дистанция».
18 марта 2025 года прошёл ещё один телефонный разговор лидеров стран, который длился 2 часа 28 минут. Это был первый диалог президентов после высказанного Трампом предложения о заморозке военных действий на 30 дней. Одной из центральных тем, как и на первых переговорах, стало урегулирование российско-украинского конфликта. Помимо этого Путин и Трамп обсудили перспективы нормализации российско-американских отношений.
24 марта 2025 года на переговорах с США в Эр-Рияде сенатор Георгий Карасин и советник директора ФСБ Сергей Беседа возглавили делегацию экспертов от России. В Саудовской Аравии США намеревались провести «непрямые переговоры» между представителями России и Украины, чтобы выяснить условия сторон для полного прекращения огня.
По информации Белого дома и Кремля, между США, Россией и Украиной было достигнуто соглашение о безопасном судоходстве в Чёрном море и прекращении там боевых действий. Помимо этого, страны договорились разработать меры, позволяющие прекратить удары по объектам энергетики. По информации Белого дома, США пообещали вернуть доступ РФ на международные рынки удобрений и сельскохозяйственной продукции. США также пообещали способствовать диалогу между РФ и Украиной для достижения мирного соглашения. Российская сторона заявила, что по итогам переговоров стороны договорились о снятии санкций с Россельхозбанка и производителей удобрений.
30 марта Дональд Трамп пригрозил России дополнительными 25%-ми пошлинами и запретом на бизнес в Соединённых Штатах импортёрам российской нефти в случае того, если Кремль будет препятствовать достижению мира. Такое заявление было сделано в ответ на предложение Путина о внешнем управлении в Украине.
3 апреля 2025 года Кирилл Дмитриев в рамках переговоров о достижении мира на Украине провёл в Вашингтоне встречи со Стивом Уиткоффом, иными представителями Белого Дома и сенаторами от Республиканской партии. На встречах обсуждалось урегулирование конфликта на Украине, а также требования Владимира Путина. Дмитриеву, имеющему связи с основными сотрудниками администрации действующего президента США, для получения визы приостановили действие санкций.
11 апреля Reuters сообщило, что Стив Уиткофф после встречи с Кириллом Дмитриевым сообщил Дональду Трампу, что самое оперативное решение по прекращению боестолкновений на Украине — признание Крыма, а также Запорожской, Херсонской, Донецкой и Луганской областей российскими. С позицией не согласился Кит Келлог, ранее отстранённый от переговоров с РФ по причине близости с украинской стороной.
11 апреля в Санкт-Петербурге прошли встреча между Владимиром Путиным и Стивом Уиткоффом, на которой обсуждалось урегулирование украинского вопроса. 13 апреля российская сторона заявила, что в ближайшее время, после тщательной подготовки, состоится встреча Владимира Путина и Дональда Трампа.
18 апреля стало известно, что США выйдут из переговоров по Украине в случае неэффективности планов второго кабинета Трампа по разрешению военного конфликта за 100 дней.
| Дата            | Место                 | Участники                                    | Участники                              | Содержание переговоров |
| Дата            | Место                 | Россия                                       | США                                    | Содержание переговоров |
| --------------- | --------------------- | -------------------------------------------- | -------------------------------------- | --- |
| 12 февраля 2025 | телефонные переговоры | Владимир Путин                               | Дональд Трамп                          | Договорённость о начале переговоров о прекращении боевых действий на Украине. |
| 15 февраля 2025 | телефонные переговоры | Сергей Лавров                                | Марко Рубио                            | Поддержка канала связи между Москвой и Вашингтоном, организация встречи на уровне внешнеполитических ведомств в Саудовской Аравии. |
| 18 февраля 2025 | Эр-Рияд               | Сергей Лавров, Юрий Ушаков, Кирилл Дмитриев  | Марко Рубио, Майкл Уолтц, Стив Уиткофф | Восстановление штатной численности дипломатического персонала в посольствах обеих стран, создание группы высокого уровня для поддержки мирных переговоров по Украине, расширение экономического сотрудничества, сотрудничество в Арктике. |
| 27 февраля 2025 | Стамбул               | Александр Дарчиев                            | Соната Коултер                         | |
| 12 марта 2025   | телефонные переговоры | Сергей Нарышкин                              | Джон Рэтклифф                          | Поддержание регулярных контактов между директорами СВР и ЦРУ. |
| 13 марта 2025   | Москва                | Владимир Путин                               | Стив Уиткофф                           | |
| 16 марта 2025   | телефонные переговоры | Сергей Лавров                                | Марко Рубио                            | Стороны обсудили продолжение работы по направлениям двусторонней коммуникации, определённым на встрече в Саудовской Аравии 18 февраля. |
| 18 марта 2025   | телефонные переговоры | Владимир Путин                               | Дональд Трамп                          | Вашингтон и Москва договорились о 30-дневном прекращении ударов по энергетической инфраструктуре Украины, обмене пленными и нормализации отношений.                                                                                       |
| 24 марта 2025   | Эр-Рияд               | Григорий Карасин, Сергей Беседа              | Майкл Антон, Эндрю Пик                 | Основная статья: Встречи делегаций США и России в Эр-Рияде (2025) § Вторая встреча 24 марта 2025 года |
| 3 апреля 2025   | Вашингтон             | Кирилл Дмитриев                              | Стив Уиткофф                           | Обсуждалось урегулирование конфликта на Украине, а также требования Владимира Путина. |
| 11 апреля 2025  | Санкт-Петербург       | Владимир Путин, Кирилл Дмитриев              | Стив Уиткофф                           | Обсуждались аспекты урегулирования украинского вопроса |
| 25 апреля 2025  | Москва                | Владимир Путин, Юрий Ушаков, Кирилл Дмитриев | Стив Уиткофф                           | Обсуждалась возможность возобновления прямых переговоров между Россией и Украиной |
| 10 июля 2025    | Куала-Лумпур          | Сергей Лавров                                | Марко Рубио                            | Стороны обменялись новыми идеями относительно мирных переговоров по Украине |
| 15 августа 2025 | Анкоридж              | Владимир Путин                               | Дональд Трамп                          | Основная статья: Саммит Россия — США на Аляске (2025) |

## Реакция
- Министр иностранных дел Германии Анналена Бербок заявила, что нельзя проводить сепаратные переговоры. Канцлер Германии Олаф Шольц заявил, что вторжение России на Украину не должно закончиться навязанным миром[43].
- Министр иностранных дел Латвии Байба Браже заявила, что во всех переговорах по установлению мира должна участвовать украинская сторона[44].
- Китайская сторона заявила, что приветствует новость о начале переговоров, которые могут привести к миру[45]. 20 февраля 2025 года министр иностранных дел Китая Ван И заявил, что страна поддерживает все действия, способствующие достижению мира, включая недавние договорённости, достигнутые между США и Россией[46].
- Генсек НАТО Марк Рютте заявил, что Украина должна быть участником переговоров и озвучил факт того, что никто не обещал Украине членства в НАТО[45][47].
- Премьер-министр Венгрии Виктор Орбан заявил, что Европа не заслужила место на мирных переговорах по Украине. Он считает, что право голоса можно было получить через умную дипломатию, а Брюссель лишь поддерживал мясорубку[48].
- Премьер-министр Словакии Роберт Фицо заявил, что Украина финансово поддерживает армию России путём покупки российского газа через Европу[49].
- Министр обороны США Пит Хегсет заявил, что для начала переговоров по Украине не нужны уступки от России[50]. Президент США Дональд Трамп заявил, что хочет возвращения России в G7[51].
- Пресс-секретарь президента России Владимира Путина Дмитрий Песков заявил, что преждевременно звать европейцев на переговоры, они уже показали себя в Минских соглашениях[52]. Сам Путин комментариев не давал.
- Президент Украины Владимир Зеленский сказал, что ему неприятно, что Трамп позвонил Путину первым[53]. Также Зеленский заявил, что Украина не признаёт никаких переговоров «об Украине без Украины»[54]. Чуть позднее он отказался подписывать американский документ о передаче украинских минеральных и других ресурсов[55][56].

## Оценки
По оценкам The New York Times, факт переговоров между Путиным и Трампом свидетельствует о провале попыток стран Запада дипломатически изолировать Россию во время вторжения России на Украину.